# نجيب عسيران
نجيب عسيران، سياسي لبناني وهو أخو والد الرئيس عادل عسيران (عم عادل عسيران).

## ولادته ودراسته
- ولد في صيدا في العام 1866 ميلادي.
- تلقى علومه في مدارس صيدا

## في السياسة
تولى مناصب عديدة في زمن الإنتداب الفرنسي ومنها:
- عضو المجلس التمثيلي الأول (1922 - 1925)م.
- عضو المجلس التمثيلي الثاني (1925 - 1927)م.
- عضو مجلس النواب الأول (1927 - 1929)م.
- عضو مجلس النواب الثالث (1934 - 1935)م.
- نائب رئيس المجلس النيابي لعدة مرات
- رئيس السن من العام 1934 وحتى العام 1939 ميلادي.

## وفاته
توفي في العام 1951 ميلادي.